# ماه آگاهی درباره بیماری ای-ال-اس
ماه آگاهی درباره بیماری ای-ال-اس یک کمپین برای گسترش آگاهی و جمع آوری کمک مالی برای تحقیق و پژوهش در درمان بیماری ای-ال-اس (اسکلروزیس آمیوتروفیک جانبی) است. این بیماری همچنین به عنوان بیماری لو گرینگ شناخته می شود.